# 須原通
須原通（すはらどおり）は京都市の南北の通りのひとつ。北は七条通から、南は九条通の300メートルほど南まで。

## 概要
河原町通と鴨川の間を走る通り。
七条通以北では、三之宮町通と名を変える。
針小路通のあたりから南では、高瀬川が通りに沿って流れている。
九条通を過ぎると蛇行し、鴨川の遊歩道にぶつかって終わる。
全線にわたって両方向の車両通行が可能である。周辺には市営住宅が多い。
沿道の塩小路通との交差点付近には、2023年を目途とし京都市立芸術大学の移転が決まっている。。